# Alexia Putellas
Alexia Putellas Segura (ur. 4 lutego 1994 w Mollet del Vallès) – hiszpańska piłkarka, występująca na pozycji ofensywnej pomocniczki lub skrzydłowej w hiszpańskim klubie FC Barcelona Femení. Reprezentantka kraju. Złota medalistka Mistrzostw Świata 2023.
Reprezentowała barwy Espanyolu (zdobywczyni Copa de la Reina), UD Levante, a od 2012 roku reprezentuje barwy FC Barcelony (5-krotna mistrzyni Hiszpanii, 6-krotna zdobywczyni Copa de la Reina, zdobywczyni Superpucharu Hiszpanii, Ligi Mistrzyń, 7-krotna zdobywczyni Copy Catalunya). Aktualnie zajmuje 3. miejsce na liście wszech czasów Dumy Katalonii pod względem liczby rozegranych meczów (367 meczów) oraz 2. miejsce pod względem liczby zdobytych goli (157 goli), ustępując jedynie Jennifer Hermoso.
Z reprezentacją Hiszpanii U-17 dwukrotnie zdobyła mistrzostwo Europy U-17 (2010, 2011) oraz zajęła 3. miejsce na mistrzostwach świata U-17 2010, z reprezentacją Hiszpanii U-19 zdobyła wicemistrzostwo Europy 2012, natomiast z seniorską reprezentacją Hiszpanii dwukrotnie uczestniczyła w mistrzostwach świata (2015, 2019) oraz dwukrotnie w mistrzostwach Europy (2013, 2017), a także zdobyła Algarve Cup 2017 oraz Cyprus Cup 2018. Rekordzistka pod względem liczby rozegranych meczów w drużynie La Roja (93 mecze).
Z juniorskimi reprezentacjami Katalonii mistrzem Hiszpanii U-14, U-15 i U-17.
Była także nagradzana indywidualnie: Złota Piłka 2021, Pomocniczka Roku 2021, Globe Soccer Awards 2021, Piłkarka i Rozgrywająca Roku według IFFHS 2021, Piłkarka Roku według portalu Goal.com (GOAL50), Piłkarka Roku UEFA 2021, MVP sezonu Primera División, Król strzelców Copa de la Reina, trzykrotna MVP finału Copa de la Reina, dwukrotnie wybierana do Drużyny sezonu Primera División, Pomocniczka sezonu Ligi Mistrzyń, dwukrotnie wybrierana do Drużyny sezonu Ligi Mistrzyń, Piłkarka Roku w reprezentacji Hiszpanii, trzykrotnie Piłkarka Roku w Katalonii, Król strzelców oraz MVP SheBelieves Cup, a także 5-krotnie wybierana do Drużyny Fútbol Draft (2010, 2012, 2013, 2014, 2015), corocznej listy najlepszych hiszpańskich zawodniczek poniżej 23. roku życia, wybieranych przez Królewski Hiszpański Związek Piłki Nożnej (RFEF), Hiszpański Związek Piłkarzy (AFE), Wysoką Radę Sportu (CSD), władze Primera División oraz Hiszpańskie Stowarzyszenie Agentów Piłkarskich (AEAF). Z FC Barcelona Femeni zdobyła: 8x Liga F, 2x Ligę Mistrzyń, 8x Copa de la Reina, 7x Copa Catalunya oraz 4x SuperCopa.

## Wczesne życie
Alexia Putellas urodziła się w prowincji Barcelona jako córka Jaume Putellasa Roty i Elisabet „Eli” Segury Sabaté. Już od wczesnego dzieciństwa była fanką FC Barcelony. Jako dziecko często podróżowała wraz z ojcem z grupą kibiców Dumy Katalonii, Penye z Mollet del Vallès na mecze na Camp Nou w Barcelonie.

## Kariera piłkarska

### Wczesna kariera
Alexia Putellas karierę piłkarską rozpoczęła w 2001 roku w juniorach CE Sabadell, w którym została zapisana przez przyjaciela rodziny, który w przeszłości był zawodnikiem klubu. Grała w klubie do 2005 roku. Następnie w latach 2005–2006 była członkinią akademii FC Barcelony, La Masia, w której grała w drużynach juniorskich, po czym w 2006 roku przeszła do juniorów Espanyolu, w których grała do 2010 roku, po czym przeszła do występującej w Superlidze Femenina seniorskiej drużyny klubu, w której zadebiutowała w sezonie 2009/2010. Była częścią klubu, który 5 czerwca 2010 roku na Artunduaga w Basauri wygrał z Rayo Vallecano 3:1 (Putellas nie grała), dzięki czemu wygrał rozgrywki, a dla Putellas był to pierwszy triumf w tych rozgrywkach w karierze.
W sezonie 2010/2011 zdobyła z klubem wicemistrzostwo Hiszpanii oraz dotarła do finału Copa de la Reina 2011, w którym 19 czerwca 2011 roku na La Ciudad del Fútbol w Las Rozas de Madrid, Espanyol przegrała z FC Barceloną 1:0 po dogrywce, a Putellas w 101. minucie została zastąpiona przez Déborę Garcíę.
11 lipca 2011 roku została zawodniczką UD Levante, z którym nie wzięła udziału w Copa de la Reina 2012 z powodu braku kwalifikacji klubu w sezonie 2010/2011. W sezonie 2011/2012 rozegrała 34 mecze, w których zdobyła 15 goli, będąc tym samym najlepszym strzelcem klubu, który rozgrywki ligowe zakończył na 5. miejscu.

### FC Barcelona

#### Sezon 2012/2013

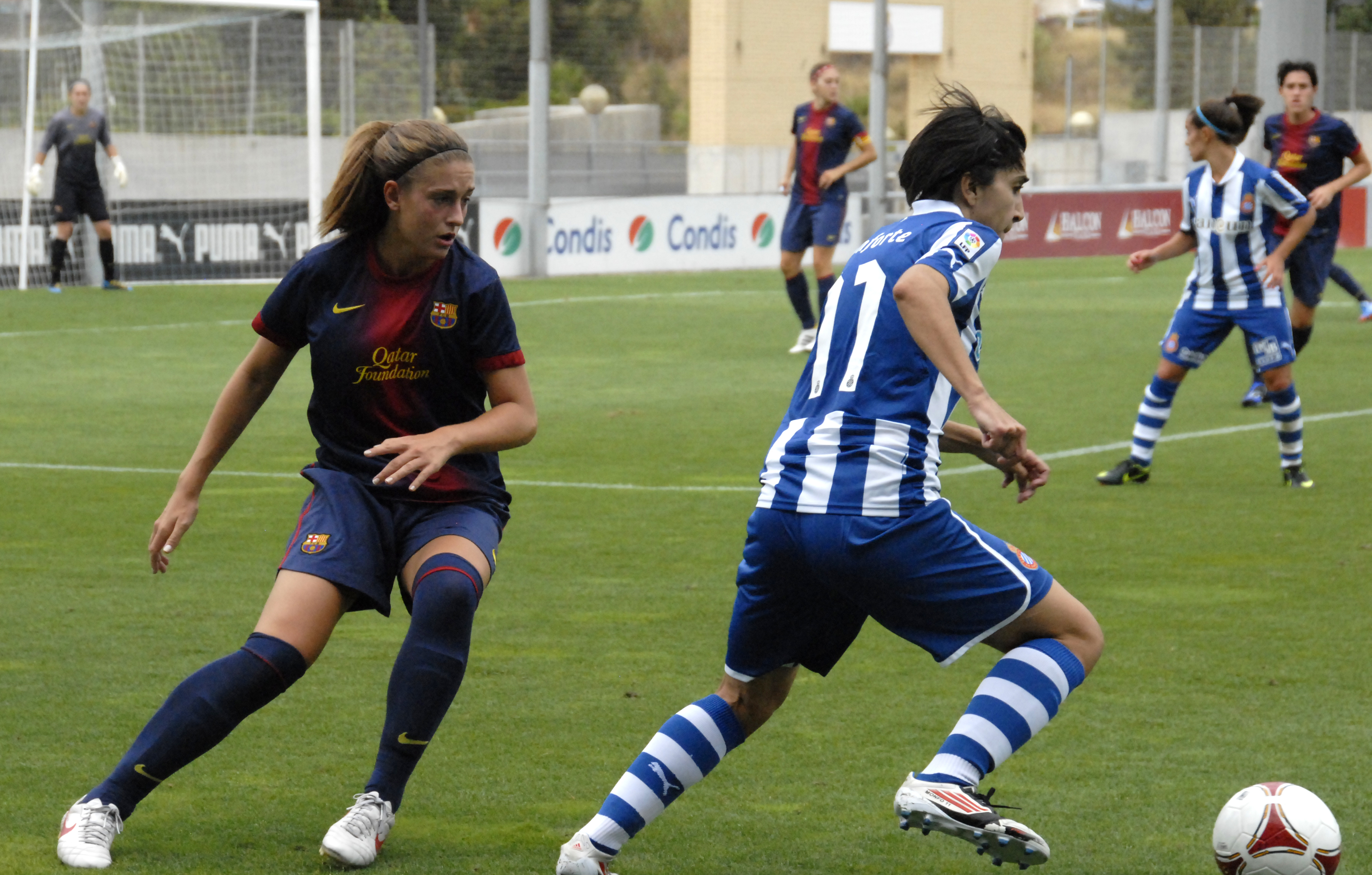
Alexia Putellas w barwach FC Barcelony, 2012 rok

Putellas latem 2012 roku została zawodniczką FC Barcelony, w której w latach 2005–2006 grał w drużynach juniorskich i od razu stała się jedną z najważniejszych zawodniczek Dumy Katalonii. Duma Katalonii po raz pierwszy zdobyła Copę Catalunya. W wyniku zdobycia przez Dumę Katalonii w sezonie 2011/2012 swojego pierwszego w historii mistrzostwa Hiszpanii, klub z Putellas w składzie zadebiutował w Lidze Mistrzyń. Pierwszy mecz Dumy Katalonii w tych rozgrywkach odbył się 26 września 2012 roku, gdzie w pierwszym meczu domowym w 1/16 finału, Duma Katalonii przegrała z angielskim Arsenalem Londyn 0:3, natomiast 4 października 2012 roku przegrała 4:0, przegrywając rywalizację w 1/16 finału z Kanonierami, kończąc tym samym udział w rozgrywkach.
4 maja 2013 roku po wygranym 2:1 meczu wyjazdowym z Athletic Bilbao Duma Katalonii zapewniła sobie drugie z rzędu mistrzostwo Hiszpanii, które dla Putellas było pierwszym takim trofeum w karierze. Mecz, który został rozegrany na San Mamés z udziałem 25 000 widzów, został zapamiętany przez Putellas jako jeden z jej ulubionych meczów w jej karierze, ponieważ w tym meczu „poczuła się jak piłkarz”.
Natomiast w Copa de la Reina 2013 Duma Katalonii awansowała do finału, w którym 16 czerwca 2013 roku na La Ciudad del Fútbol w Las Rozas de Madrid wygrała z CFF Zaragoza 4:0, a Putellas w 80. minucie, mijając dwie obrończynie oraz bramkarkę CFF Zaragozy, wbiła piłkę do siatki, zdobywając gola na 3:0. Gol stał się popularny i wywołał poruszenie w hiszpańskich mediach piłkarskich. Duma Katalonii ostatecznie wygrała 4:0, dzięki czemu wygrała rozgrywki, tym samym zdobywając swoją pierwszą w historii dublet.
Putellas, dla której był to pierwszy triumf w tych rozgrywkach w barwach Dumy Katalonii oraz trzeci w karierze, po raz pierwszy w karierze została MVP finału.

#### Sezon 2013/2014
Putellas zdobyła trzecie z rzędu mistrzostwo Hiszpanii (27 meczów Dumy Katalonii bez porażki). Stanowiła również o sile Dumy Katalonii w Copa de la Reina 2014, w którym w każdej fazie zdobywała gola. W ćwierćfinale Duma Katalonii wygrała rywalizację z Realem Sociedad (1:0 – gol Putellas w 67. minucie, 0:0), dzięki czemu awansowała do półfinału, w którym wygrała rywalizację z Rayo Vallecano (2:1 – gol Putellas w 40. minucie na 2:0, 1:0), a w finale, rozegranym 22 czerwca 2014 roku na Estadio Alfonso Murube w Ceucie, w którym przeciwnikiem Dumy Katalonii było Athletic Bilbao, Putellas w 90. minucie zdobyła gola na 1:1, tym samym doprowadzając do dogrywki, następnie do serii rzutów karnych, w którym Putellas wykorzystała swoją próbę, decydującą o wygranej Dumy Katalonii w tej serii 5:4, a zarazem triumfie Dumy Katalonii w tych rozgrywkach, a Putellas po raz drugi z rzędu została MVP finału. Był to drugi triumf Putellas w tych rozgrywkach w barwach Dumy Katalonii oraz trzeci w karierze, a zarazem 5. znaczące trofeum.

#### Sezon 2014/2015
Duma Katalonii po raz drugi zdobyła Copę Catalunya. W 1/16 finału Ligi Mistrzyń Duma Katalonii wygrała rywalizację z czeską Slavią Praga (1:0, 3:0 – gol Putellas w 20. minucie na 1:0, pierwszy gol Putellas w tych rozgrywkach), dzięki czemu awansowała do 1/8 finału, w którym przegrała rywalizację z angielskim Bristol City (0:1, 1:1), kończąc tym samym udział w rozgrywkach.
Putellas zdobyła trzecie z rzędu mistrzostwo Hiszpanii, które Duma Katalonii zapewniła sobie 18 kwietnia 2015 roku po zremisowanym 1:1 meczu domowym z Atlético Madryt.

#### Sezon 2015/2016

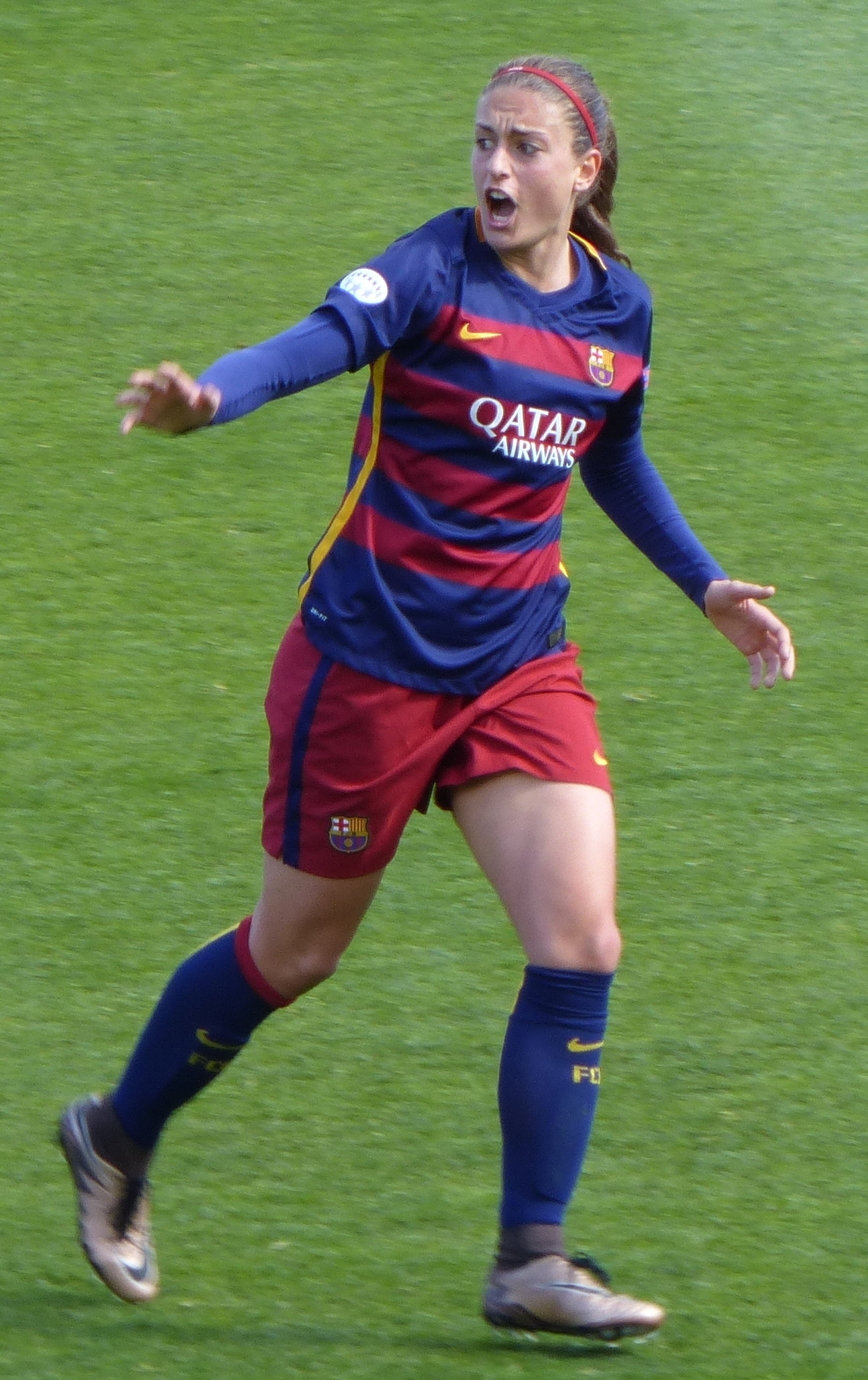
Alexia Putellas w barwach FC Barcelony, 2016 rok

Duma Katalonii po raz trzeci zdobyła Copę Catalunya. Putellas nie zagrała 7 października 2015 roku w pierwszym meczu wyjazdowym Dumy Katalonii z kazachskim BIIK Kazygurt w Lidze Mistrzyń, który zakończył się remisem 1:1. Jednak już 14 października 2015 roku w rewanżowym meczu domowym zagrała, w którym w drugiej połowie zastąpiła Sandrę Paños oraz w 65. minucie asystowała przy golu Jennifer Hermoso na 4:0. Duma Katalonii zdecydowanie awansowała do 1/8 finału, w którym wygrała rywalizację z holenderskim Twente Enschede (1:0, 1:0), natomiast w ćwierćfinale przegrała rywalizację z francuskim Parisem Saint-Germain (0:0, 0:1), kończąc tym samym udział w rozgrywkach. 3 listopada 2015 roku wraz z Gerardem Piqué została wybrana Piłkarką Roku w Katalonii dzięki m.in.: udanym występom na mistrzostwach świata 2015 w Kanadzie oraz zdobyciu mistrzostwa Hiszpanii w 2013, 2014, sezonie 2014/2015. Do tej nagrody były nominowane także klubowe koleżanki Putellas z Dumy Katalonii: Marta Corredera i Marta Torrejón. 8 listopada 2015 roku w wygranym 10:0 meczu wyjazdowym z Fundación Albacete, po raz pierwszy w swojej karierze zdobyła cztery gole w jednym meczu.
Natomiast w Copa de la Reina 2016 rozegranym na La Ciudad del Fútbol w Las Rozas de Madrid, w ćwierćfinale, rozegranym 18 czerwca 2016 roku, Duma Katalonii wygrała z Realem Sociedad 5:1, Putellas zdobyła dwa gole: odpowiednio w 33. i 3. minucie doliczonego czasu gry na 2:0 i 5:1, ustalając tym samym wynik meczu, a także w 30. minucie asystowała przy golu Míriam Diéguez na 1:0, dzięki czemu Duma Katalonii awansowała do półfinału, w którym 24 czerwca 2016 roku wygrała 3:0 z UD Levante, dzięki czemu awansowała do finału, w którym 26 czerwca 2016 roku przegrała z Atlético Madryt 2:3, a Putellas w 84. minucie została zastąpiona przez Sandrę Hernández.
Putellas zdobyła wicemistrzostwo Hiszpanii oraz została wybrana do Drużyny sezonu tych rozgrywek. Zakończyła sezon 2016/2017 jako drugi najlepszy strzelec Dumy Katalonii w Primera División (18 goli).

#### Sezon 2016/2017
Duma Katalonii po raz czwarty zdobyła Copę Catalunya. 22 lutego 2017 roku po raz pierwszy została nominowana do Drużyny FIFPro XI, gdzie znalazła się na liście napastniczek. W sezonie 2016/2017 Duma Katalonii po raz pierwszy w historii awansowała do półfinału Ligi Mistrzyń w którym przegrała rywalizację z francuskim Parisem Saint-Germain (1:3, 0:2), kończąc tym samym udział w rozgrywkach. 18 czerwca 2017 roku na La Ciudad del Fútbol w Las Rozas de Madrid Duma Katalonii wygrała Copa de la Reina 2017 po wygranej w finale 4:1 z Atlético Madryt, w którym Putellas w 70. minucie zdobyła gola na 3:1. Był to trzeci triumf Putellas w tych rozgrywkach w barwach Dumy Katalonii oraz czwarty w karierze.
Putellas zdobyła także wicemistrzostwo Hiszpanii.

#### Sezon 2017/2018
Duma Katalonii po raz piąty zdobyła Copę Catalunya. 30 września 2017 roku Putellas w wygranym 10:0 meczu domowym z CD Santa Teresa, Putellas po raz pierwszy wystąpiła w roli kapitana Dumy Katalonii, gdyż cztery zawodniczki pełniące tę funkcję nie zagrały w tym meczu. W 2017 roku została także wybrana Piłkarką Roku w Katalonii.
W ćwierćfinale Copa de la Reina 2018, w którym Duma Katalonii wygrała rywalizację z UD Levante (1:0, 1:0), Putellas zdobyła jedyne gole w obu meczach, dzięki czemu awansowała do półfinału, w którym 26 maja 2018 roku na Estadi Municipal de Reus w Reus wygrała z Athletic Bilbao 4:3 w serii rzutów karnych (2:2 p.d.), dzięki czemu awansowała do finału, w którym 2 czerwca 2018 roku na Estadio Romano w Méridzie wygrała 1:0 po dogrywce z Atlético Madryt, dzięki czemu wygrała rozgrywki. Był to czwarty triumf Putellas w tych rozgrywkach w barwach Dumy Katalonii oraz piąty w karierze.
Putellas zdobyła także wicemistrzostwo Hiszpanii.

#### Sezon 2018/2019

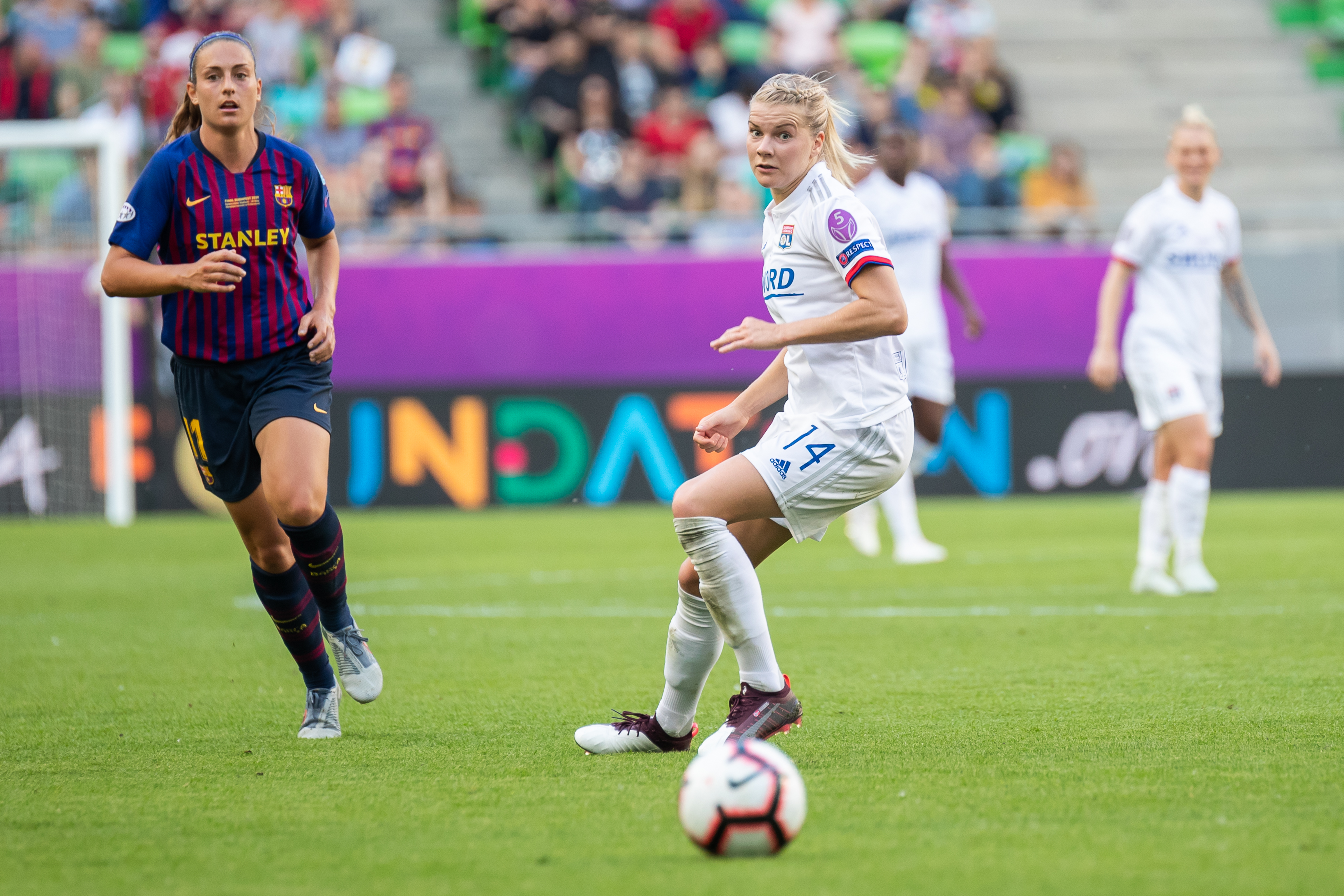
Alexia Putellas (z lewej) w barwach FC Barcelony podczas finału Ligi Mistrzyń 2018/2019 na Groupama Aréna w Budapeszcie

Duma Katalonii po raz szósty zdobyła Copę Catalunya. W sezonie 2018/2019 została czwartym kapitanem Dumy Katalonii (pierwsza jej taka nominacja w karierze). 12 września 2018 roku w pierwszym meczu wyjazdowym 1/16 finału Ligi Mistrzyń Duma Katalonii niespodziewanie przegrała z kazachskim BIIK Kazygurt 3:1, a Putellas w doliczonym czasie pierwszej połowy zdobyła gola samobójczego na 1:0, jednak 26 września 2018 roku w meczu domowym Duma Katalonii wygrała 3:0, tym samym awansując do 1/8 finału, w którym wygrała rywalizację ze szkockim Glasgow City (5:0, 3:0), natomiast w ćwierćfinale wygrała rywalizację z norweskim LSK Kvinner (3:0, 1:0), po raz drugi w historii awansując do półfinału tych rozgrywek, w którym wygrała rywalizację z niemieckim Bayernem Monachium (1:0, 1:0), dzięki czemu Duma Katalonii po pierwszy w historii awansowała do finału tych rozgrywek, w którym 18 maja 2019 roku na Groupama Aréna w Budapeszcie przegrała z francuskim Olympique Lyon 4:1. Mimo przegranego finału, Putellas została wybrana do Drużyny sezonu tych rozgrywek. 25 kwietnia 2019 roku Putellas przedłużyła kontrakt z Dumą Katalonii do 2022 roku.
Putellas zdobyła również wicemistrzostwo Hiszpanii oraz została wybrana do Drużyny sezonu tych rozgrywek. Zakończyła sezon 2018/2019 jako najlepszy strzelec Dumy Katalonii (18 goli we wszystkich rozgrywkach, w tym 16 goli w Primera División).

#### Sezon 2019/2020
Duma Katalonii po raz siódmy zdobyła Copę Catalunya. W sezonie 2019/2020 po raz pierwszy została pierwszym kapitanem Dumy Katalonii, gdyż dotychczasowa zawodniczka pełniąca tę funkcję, Vicky Losada najpierw zmagała się z kontuzją ścięgna podkolanowego, potem coraz częściej była omijania przy ustalaniu kadry meczowej Dumy Katalonii. 7 września 2019 roku Duma Katalonii zadebiutowała na swoim nowym domowym obiekcie – Estadi Johan Cruyff w Sant Joan Despí, w meczu z CD Tacón, który wkrótce został przekształcony w Real Madryt. Putellas w 8. minucie zdobyła pierwszą bramkę meczu, będąc tym samym pierwszą zawodniczką, która zdobyła gola na tym stadionie. 11 września 2019 roku Duma Katalonii wygrała 2:0 w pierwszym meczu wyjazdowym z włoskim Juventusem Turynem w ramach 1/16 finału Ligi Mistrzyń, a Putellas w 39. minucie zdobyła pierwszą bramkę meczu, natomiast 25 września 2019 roku w meczu u siebie, Putellas w 32. minucie zdobyła pierwszą bramkę meczu, będąc tym samym pierwszą zawodniczką, która zdobyła gola w tych rozgrywkach na Estadi Johan Cruyff w Sant Joan Despí. Mecz zakończył się wygraną Dumy Katalonii 2:1 oraz awansem do 1/8 finału, w którym Duma Katalonii wygrała rywalizację z białoruskim FK Mińsk (5:0, 3:1).
W dniach 5–9 lutego 2020 roku na Estadio Helmántico w Salamance była rozgrywana pierwsza edycja Superpucharu Hiszpanii. 6 lutego 2020 roku w półfinale Duma Katalonii wygrała z Atlético Madryt 3:2, dzięki czemu awansowała do finału, w którym 9 lutego 2020 roku wygrała z Realem Sociedad aż 10:1, a Putellas zdobyła dwa gole: odpowiednio w 7. i 44. minucie na 2:0 i 6:0. Duma Katalonii tym samym zdobyła pierwsze od dwóch lat znaczące trofeum. 16 lutego 2020 roku w wygranym 7:0 ligowym meczu u siebie ze Sportingiem Huelva, Putellas w 74. minucie zdobyła gola z rzutu karnego na 5:0, a także rozegrała swój 300. mecz w barwach Dumy Katalonii, dołączając tym samym do Melanie Serrano, Marty Unzué i Vikcy Losady, które również rozegrały powyżej 300. meczów w barwach Dumy Katalonii, a 1 marca 2020 roku, tuż przed rozpoczęciem domowego meczu ligowego z CFF Madrid (5:0), Putellas została uhonorowana kamieniem milowym.
Po wybuchu pandemii COVID-19 na początku marca 2019 roku, wszystkie rozgrywki sportowe, w tym piłkarskie zostały zawieszone. Wkrótce władze Primera División podjęły decyzję o zakończeniu rozgrywek Primera División po 21 kolejkach, a ponieważ Duma Katalonii prowadziła w tabeli ligowej, została po raz pierwszy od 2015 roku mistrzostwo Hiszpanii, a dla Putellas to czwarty triumf w rozgrywkach, które zakończyła z 10 golami oraz 8 asystami w 20 meczach, dzięki czemu została MVP rozgrywek.
Po wznowieniu rozgrywek zmieniono formułę rozgrywek na turniej finałowy, którego mecze odbyły się na San Mamés w Bilbao oraz na Estadio Anoeta w San Sebastián, a także w którym wszystkie zespoły, które awansowały do ćwierćfinału, rozegrały w każdej fazie po jednym meczu. W ćwierćfinale, rozegranym 21 sierpnia 2020 roku na San Mamés w Bilbao, Duma Katalonii wygrała 1:0 z Atlético Madryt, natomiast w półfinale, rozegranym 25 sierpnia 2020 roku na Estadio Anoeta w San Sebastián przegrała 1:0 z późniejszym finalistą, VfL Wolfsburg, kończąc tym samym udział w rozgrywkach. W pomeczowym wywiadzie, Putellas pytana o przepaść w jakości między Dumą Katalonii a innymi renomowanymi europejskimi klubami, stwierdziła, że „nie ma dystansu”. Putellas za swoje osiągnięcia w sezonie 2019/2020 została nominowana do Drużyny Roku UEFA 2020.
Pomimo zakończenia sezonu 2019/2020 nie ukończono wówczas rozgrywek Copa de la Reina 2019/2020, których mecze półfinałowe i finałowy zostały przesunięte na sezon 2020/2021. 8 października 2020 roku w półfinale Duma Katalonii wygrała u siebie 6:0 z FC Sevillą, dzięki czemu awansowała do finału, w którym 13 lutego 2021 roku na Estadio La Rosaleda w Maladze wygrała z Dux Logroño 3:0, dzięki czemu wygrała rozgrywki, a Putellas w 42. minucie zdobyła gola z rzutu karnego. Był to piąty triumf Putellas w tych rozgrywkach w barwach Dumy Katalonii oraz szósty w karierze.

#### Sezon 2020/2021
Ponieważ pierwszy kapitan Dumy Katalonii, Vicky Losada przez większość sezonu 2020/2021 była rezerwową w klubie, Putellas pełniła jej funkcję przez większość sezonu 2020/2021. 4 października 2020 roku na Estadio Alfredo Di Stéfano w Madrycie po raz pierwszy w historii odbyło się kobiece El Clásico (potoczna nazwa meczów FC Barcelony z Realem Madryt), w którym Duma Katalonii wygrała z Los Blancos 4:0, a Putellas w 75. minucie zdobyła gola na 4:0, ustalając tym samym wynik meczu.
6 stycznia 2021 roku Putellas po raz pierwszy była kapitanem Dumy Katalonii podczas kobiecego meczu na Camp Nou w Barcelonie, w którym Duma Katalonii wygrała 5:0 z Espanyolem. W 44. minucie zdobyła głową pierwszego gola meczu po podaniu z rzutu rożnego Caroline Graham Hansen, otwierając wynik meczu, będąc tym samym pierwszą zawodniczką, która zdobyła gola na tym stadionie. 13 stycznia 2021 roku w meczu półfinałowym Superpucharu Hiszpanii 2021 z Atlético Madryt rozgrywanego na Estadio de los Juegos Mediterráneos w Almeríi, Putellas w 90. minucie zdobyła gola z rzutu wolnego na 1:1, dzięki czemu doprowadziła do dogrywki, a potem do serii rzutów karnych, w której Duma Katalonii przegrała 3:1, kończąc tym samym udział w turnieju. Była to pierwszy z zaledwie trzech przegranych meczów Dumy Katalonii w sezonie 2020/2021. 31 stycznia 2021 roku podczas drugiego kobiecego El Clásico (meczu z Realem Madryt) na Estadi Johan Cruyff w Sant Joan Despí, w 14. minucie strzeliła pierwszą bramkę meczu, zdobywając tym samym 100. golem ligowym z barwach Dumy Katalonii. Mecz zakończył się wygraną Dumy Katalonii 4:1.
W rozgrywkach Ligi Mistrzyń Duma Katalonii po raz drugi w historii awansowała do finału tych rozgrywek. Dzień przed finałem, który był zaplanowany na 16 maja 2021 roku na Gamla Ullevi w Göteborgu, Putellas trenowała indywidualnie z mocno zabandażowanym lewym udem z powodu nadwerężenia ścięgna podkolanowego i jej udział w tym meczu był zagrożony, jednak ostatecznie, mimo kontuzji, Putellas wystąpiła w finale, w którym przeciwnikiem Dumy Katalonii była Chelsea Londyn. Duma Katalonii już w 30. sekundzie meczu objęła prowadzenie po golu samobójczym Melanie Leupolz na 1:0. W 14. minucie Putellas zdobyła gola z rzutu karnego, podwyższając wynik meczu na 2:0. W 21. minucie meczu Putellas podała piłkę na polu karnym do Aitany Bonmatí, która zdobyła gola na 3:0, a gol został później wybrany piątym najlepszym golem w rozgrywkach. Putellas w 71. minucie została zastąpiona przez Vicky Losadę. Ostatecznie Duma Katalonii wygrała z The Blues 4:0 (największy rozmiar zwycięstwa w dotychczasowych finałach tych rozgrywek), zdobywając tym pierwszą w swojej historii Ligę Mistrzyń, a Putellas została wybrana do Drużyny sezonu tych rozgrywek, a 13 sierpnia 2021 roku została nominowana do nagrody dla Pomocniczki sezonu Ligi Mistrzyń, którą 26 sierpnia 2021 roku wygrała. 26 maja 2021 roku po dwóch meczach ligowych, w których nie zagrała z powodu poprzedniej kontuzji, wróciła do składu Dumy Katalonii na mecz półfinałowy Copa de la Reina z CFF Madrid na Estadio Municipal de Butarque w Leganés, w którym Putellas zdobyła dwa gole: odpowiednio w 16. i 69. minucie na 1:0 i 4:0, otwierając wynik meczu, a także ustalając wynik meczu, dzięki czemu Duma Katalonii awansowała do finału. Putellas została tym samym pierwszą zawodniczką Dumy Katalonii, która przekroczyła liczbę 10 goli w Copa de la Reina. W finale, rozegranym 30 maja 2021 roku na tym samym stadionie, w którym przeciwnikiem Dumy Katalonii było UD Levante, a Putellas zdobyła dwa gole: w 29. minucie głową na 2:0 po podaniu z rzutu rożnego Lieke Martens oraz w 73. minucie najdalszego prawego rogu na 4:2, ustalając tym samym wynik meczu, dzięki czemu Duma Katalonii została triumfatorem rozgrywek, zdobywając tym samym potrójną koronę (Duma Katalonii zdobyła również mistrzostwo Hiszpanii), jako pierwszy hiszpański kobiecy klub piłkarski, a Putellas z 5 golami została królem strzelców oraz MVP finału. Był to szósty triumf Putellas w tych rozgrywkach w barwach Dumy Katalonii oraz siódmy w karierze. Putellas zakończyła sezon 2020/2021 z 26 golami zdobytymi we wszystkich rozgrywkach, co uczyniło ją najskuteczniejszą pomocniczką w Europie.

#### Sezon 2021/2022
Po odejściu Vicky Losady, która pełniła funkcję kapitanki zespołu, do Manchesteru City, Alexia przejęła jej rolę w sezonie 2021/22. 25 sierpnia 2021 r. Putellas została nominowana wraz z koleżankami z drużyny, Jennifer Hermoso i Lieke Martens, do nagrody Piłkarki Roku UEFA, a dzień później została ogłoszona laureatką tej nagrody, stając się tym samym pierwszą hiszpańską zawodniczką, która ją otrzymała.
8 września 2021 r. zawodniczka przedłużyła swój kontrakt z FC Barceloną do 2024 roku. 25 września 2021 r. w wygranym 8:0 meczu domowym z Valencią zdobyła jednego z najszybszych hat tricków w historii Dumy Katalonii (3 gole w ciągu 4 minut, z czego jeden z odległości ponad 37 m).
8 października 2021 r. po raz pierwszy została nominowana w plebiscycie Złotej Piłki. 29 listopada 2021 r., w 122. rocznicę założenia swojego klubu, została wybrana najlepszą zawodniczką i pomocniczką na świecie.
26 września 2021 r. otrzymała tytuły Piłkarki Roku oraz Rozgrywającej Roku według IFFHS.
Została również Piłkarką Roku według portalu Goal.com oraz Piłkarką Roku w Katalonii, a 27 grudnia 2021 r. otrzymała nagrodę Globe Soccer Awards dla najlepszej zawodniczki świata.

## Kariera reprezentacyjna

### Juniorska
Alexia Putellas rozpoczęła międzynarodową karierę od gry w reprezentacji Hiszpanii U-15.
Wkrótce rozpoczęła występy w reprezentacji Hiszpanii U-17, z którą odnosiła sukcesy na turniejach międzypaństwowych. Na mistrzostwach Europy U-17 2010 rozegranych na Centre sportif de Colovray w szwajcarskim Nyonie, La Roja najpierw 22 czerwca 2010 roku wygrała z reprezentacją Holandii U-17 3:0, a w finale 26 czerwca 2010 roku wygrała z reprezentacją Irlandii U-17 4:1 w serii rzutów karnych (0:0 p.d.), dzięki czemu została triumfatorem turnieju (pierwszy triumf drużyny La Roja w tej kobiecej kategorii wiekowej i pierwszy od 2004 roku triumf na poziomie juniorskim) oraz zakwalifikowała się na odbywające się w tym samym roku w Trynidadzie i Tobago mistrzostwa świata U-17. La Roja w Grupie C wygrała wszystkie 3 mecze: 6 września 2010 roku na Ato Boldon Stadium w Couvie z reprezentacją Japonii U-17 (4:1 – gol Putellas w 28. minucie na 2:0), 9 września 2010 roku na tym samym stadionie z reprezentacją Nowej Zelandii U-17 (3:1) oraz 13 września 2010 roku na Manny Ramjohn Stadium w Marabelli z reprezentacją Wenezueli U-17 (2:1), dzięki czemu zdecydowanie wygrała Grupę C i awansowała do ćwierćfinału, w którym 17 września 2010 roku na Ato Boldon Stadium w Couvie wygrała z reprezentacją Brazylii U-17 2:1, natomiast w półfinale rozegranym 21 września 2010 roku na tym samym stadionie przegrała z reprezentacją Korei Południowej U-17 1:2 (asysta Putellas w 23. minucie przy golu Amandy Sampedro na 1:0), w wyniku czego przystąpiła do meczu o 3. miejsce, w którym La Roja 25 września 2010 roku na Hasely Crawford Stadium w Port-of-Spain wygrała z reprezentacją Korei Północnej U-17 1:0, dzięki czemu zakończyła turniej na 3. miejscu.
Na mistrzostwach Europy U-17 2011 rozegranych na Centre sportif de Colovray w szwajcarskim Nyonie, La Roja najpierw 28 lipca 2011 roku wygrała z reprezentacją Islandii U-17 4:0, a Putellas zdobyła dwa gole (odpowiednio w 28. i 36. minucie na 2:0 i 3:0), a w finale 31 lipca 2011 roku wygrała z reprezentacją Francji U-17 1:0, dzięki czemu obroniła tytuł mistrza Europy U-17.
W 2012 roku była kapitanem reprezentacji Hiszpanii U-19 podczas mistrzostw Europy U-19 2012 w tureckiej Antalyi. Na turnieju zagrała we wszystkich 5 meczach drużyny La Roja: 2 lipca 2012 roku na World of Wonders Futbol Merkezi z reprezentacją Serbii U-19 (3:0), 5 lipca 2012 roku na Titanic Hotel Futbol Sahası z reprezentacją Anglii U-19 (4:0 – gol Putellas w 17. minucie na 1:0), 8 lipca 2012 roku na Mardan Spor Kompleksi z reprezentacją Szwecji U-19 (0:0), dzięki czemu La Roja zajęła 2. miejsce w Grupie B i awansowała do półfinału, w którym 11 lipca 2012 roku na Mardan Spor Kompleksi wygrała 1:0 z reprezentacją Portugalii U-19 1:0 (Putellas w 87. minucie asystowała przy golu Raquel Pinel), dzięki czemu awansowała do finału, w którym 14 lipca 2012 roku na tym samym stadionie przegrała 1:0 po dogrywce z reprezentacją Szwecji U-19 (Putellas została zastąpiona w 83. minucie przez Nelly Maestro), zdobywając tym samym wicemistrzostwo Europy U-19. Był to ostatni młodzieżowy turniej międzypaństwowy Putellas.
W drugiej rundzie eliminacji mistrzostw Europy U-19 2013 znalazła się w Grupie 6, w której wszystkie mecze zostały rozegrane w Niemczech. Putellas zagrała we wszystkich 3 meczach drużyny La Roja: 4 kwietnia 2013 roku na Waldstadion w Viernheim z reprezentacją Niemiec U-19 (1:2), 6 kwietnia 2013 roku na Sportzentrum Süd w Heidelbergu z reprezentacją Czech U-19 (2:1 – gol Putellas w 74. minucie na 1:1) oraz 9 kwietnia 2013 roku na Waldstadion w Viernheim z reprezentacją Grecji U-19 (2:3 – gol Putellas w 12. minucie na 1:1). La Roja zajęła 3. miejsce w Grupie 6, z jednym zwycięstwem i dwiema porażkami, nie awansując tym samym do mistrzostw Europy U-19 w Walii.
Łącznie w latach 2011–2013 w reprezentacji Hiszpanii U-19 rozegrała 20 meczów, w których zdobyła 13 goli.
Putellas była także z juniorskimi reprezentacjami Katalonii mistrzem Hiszpanii U-14, U-15 i U-17.

### Seniorska
Alexia Putellas 28 czerwca 2013 roku w Vejle zadebiutowała w seniorskiej reprezentacji Hiszpanii w zremisowanym 2:2 meczu towarzyskim z reprezentacją Danii. Dzień później, 29 czerwca 2013 roku selekcjoner drużyny La Roja, Ignacio Quereda powołał Putellas na mistrzostwa Europy 2013 w Szwecji, która tym samym zadebiutowała na seniorskim turnieju międzypaństwowym. 12 lipca 2013 roku na Linköping Arena w Linköping w pierwszym swoim meczu w Grupie C La Roja wygrała 3:2 z reprezentacją Anglii, po zwycięskim golu głową Putellas w 3. minucie doliczonego czasu gry (inne źródła, w tym BBC, przypisują gola bramkarce reprezentacji Anglii Karen Bardsley, gdyż ich zdaniem Putellas nie zdołała trafić dośrodkowaniem Adriany Martín z lewgo skrzydła, a Karen Bardsley skierowała piłkę głową. BBC przypisuje również asystę przy bramce Adrianie Martín). Był to zarazem pierwszy gol Putellas w drużynie La Roja, a także pierwsza wygrana drużyny La Roja na turnieju tej rangi od mistrzostw Europy 1997 w Norwegii i Szwecji, a także jedyna wygrana na tym turnieju. Następnie La Roja rozegrała 2 mecze na Nya Parken w Norrköping: 15 lipca 2013 roku z reprezentacją Francji (0:1) oraz 18 lipca 2018 roku z reprezentacją Rosji (1:1), dzięki czemu La Roja zajęła 2. miejsce w Grupie C i awansowała do ćwierćfinału, w którym 22 lipca 2013 roku na Guldfågeln Arena w Kalmarze przegrała 3:1 z późniejszym wicemistrzem Europy, reprezentacją Norwegii, kończąc tym samym udział w turnieju.
11 maja 2015 roku Putellas została powołana przez selekcjonera drużyny La Roja, Ignacio Queredę na mistrzostwa świata 2019 w Kanadzie, które były zarówno dla Putellas, jak i La Roja pierwszym udziałem na turnieju tej rangi. Na turnieju zagrała we wszystkich 3 meczach drużyny La Roja, która słabo zaprezentowała się na turnieju: na Stadionie Olimpijskim w Montrealu 9 czerwca 2015 roku z reprezentacją Kostaryki (1:1), 13 czerwca 2015 roku z reprezentacją Brazylii (0:1) oraz 17 czerwca 2017 roku na TD Place Stadium w Ottawie z reprezentacją Korei Południowej (1:2). La Roja zajęła 4. miejsce w Grupie E, kończąc tym samym udział w turnieju, natomiast zawodniczki wraz z Putellas na czele domagały się dymisji selekcjonera Ignacio Queredy, powołując się na słabe przygotowanie do turnieju i utratę pewności siebie.
Wkrótce Ignacio Quereda został zastąpiony przez byłego selekcjonera Putellas w reprezentacji Hiszpanii U-17, Jorge Vildę. 20 czerwca 2017 roku powołał Putellas na mistrzostwa Europy 2017 w Holandii. Na turnieju zagrała we wszystkich 4 meczach drużyny La Roja: 19 lipca 2017 roku na De Vijverberg w Doetinchem z reprezentacją Portugalii (2:0), 23 lipca 2017 roku na Rat Verlegh Stadion w Bredzie z reprezentacją Anglii (0:2) oraz 27 lipca 2017 roku na De Adelaarshorst w Deventer z reprezentacją Szkocji (1:0), dzięki czemu La Roja zajęła 2. miejsce w Grupie D i awansowała do ćwierćfinału, w którym 30 lipca 2017 roku na Koning Willem II Stadion w Tilburgu przegrała z reprezentacją Austrii 5:3 w serii rzutów karnych (0:0 p.d.), a Putellas w 68. minucie zastąpiła Vicky Losadę. W tym samym roku wraz z drużyną La Roja triumfowała w Algarve Cup 2017, natomiast w 2018 roku w Cyprus Women’s Cup 2018.

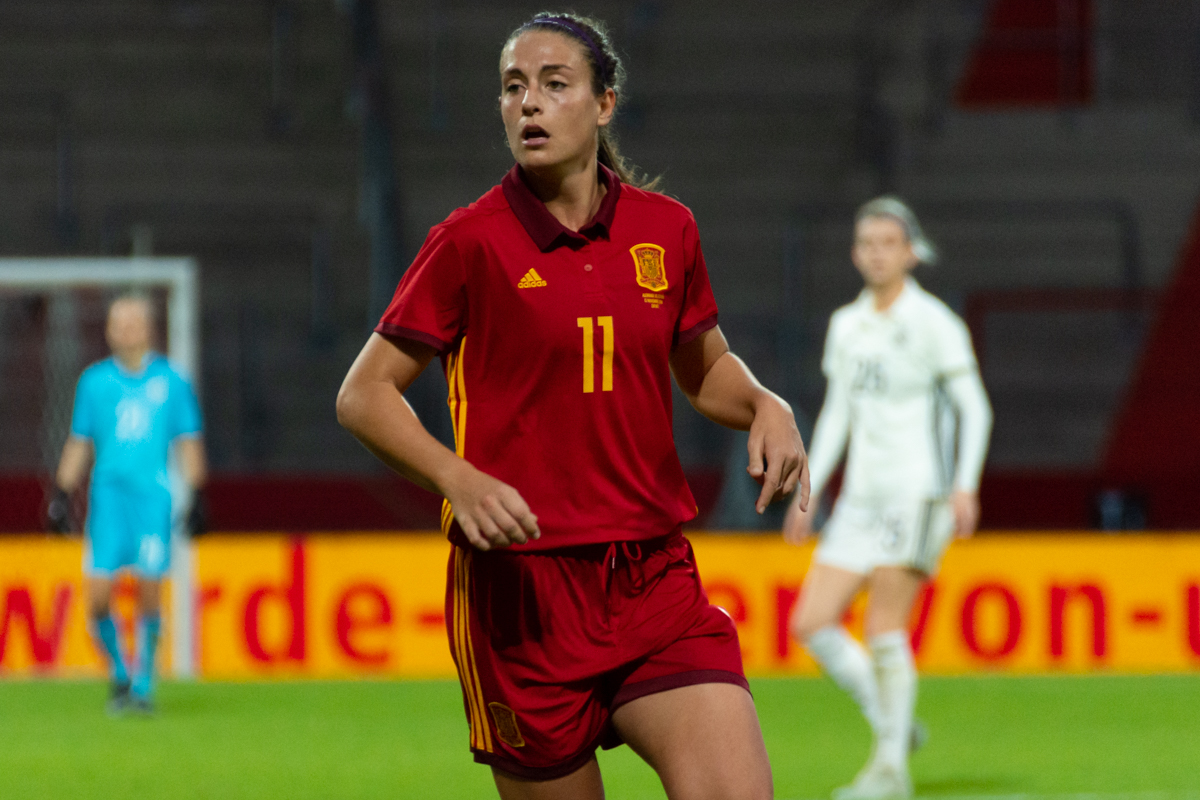
Alexia Putellas w barwach reprezentacji Hiszpanii (2018)

20 maja 2019 roku Putellas została powołana przez selekcjonera drużyny La Roja, Jorge Vildę na mistrzostwa świata 2019 we Francji, które były zarówno dla Putellas, jak i drużyny La Roja drugim udziałem na turnieju tej rangi. Na turnieju zagrała we wszystkich 4 meczach La Roja: 8 czerwca 2019 roku na Stade Océane z Hawrze z reprezentacją Południowej Afryki (3:1), 12 czerwca 2019 roku na Stade du Hainaut w Valenciennes z reprezentacją Niemiec (0:1) oraz 17 czerwca 2019 na Stade Océane z Hawrze z reprezentacją Chin (0:0), dzięki czemu La Roja zajęła 2. miejsce w Grupie B i awansowała do 1/8 finału, w którym przeciwnikiem La Roja była reprezentacja Stanów Zjednoczonych. 24 czerwca 2019 roku na Stade Auguste Delaune w Reims mimo imponującej gry drużyny La Roja przegrała z późniejszym triumfatorem turnieju 1:2, kończąc tym samym udział w turnieju, a Putellas w 79. minucie została zastąpiona przez Andreę Falcón.
W dniach 5–11 marca 2020 roku podczas rozgrywanego w Stanach Zjednoczonych turnieju SheBelieves Cup 2020 La Roja rozegrała trzy mecze: 5 marca 2020 roku na Exploria Stadium w Orlando z reprezentacją Japonii (3:1 – gol Putellas w 8. minucie na 1:0), 8 marca 2020 roku na Red Bull Arena w Harrison z reprezentacją Stanów Zjednoczonych (0:1) oraz 11 marca 2020 roku na Toyota Stadium we Frisco z reprezentacją Anglii (1:0 – gol Putellas w 83. minucie). La Roja zakończyła turniej na 2. miejscu (tuż za reprezentacją Stanów Zjednoczonych), a Putellas, która z 2 golami wraz z Lucíą Garcíą, Maną Iwabuchi i Christen Press została królem strzelców turnieju, została również MVP turnieju.
W tym samym roku, po zdiagnozowaniu raka u bliskiej przyjaciółki Putellas z reprezentacji Hiszpanii, Virginii Torrecilli, Putellas przejęła numer 14, w którym Virginia Torrecilla grała w La Roja. Putellas zapowiedziała, że nie zamierza oddać numeru, dopóki Virginia Torrecilla nie wróci do drużyny La Roja. W 2021 roku została jednym z trzech kapitanów La Roja, dołączając tym samym do Irene Paredes i koleżanki z FC Barcelony, Jennifer Hermoso
26 października 2021 roku podczas wygranego 6:0 meczu eliminacyjnego mistrzostw świata 2023 na Stadionie Kołosu w Kowaliwce z reprezentacją Ukrainy, wystąpiła po raz 91. w reprezentacji Hiszpanii, pobijając tym samym rekord Marty Torrejón pod względem liczby rozegranych meczów w drużynie La Roja, a w 8. minucie zdobyła gola na 1:0, otwierając tym samym wynik meczu. 2 listopada 2021 roku została wybrana Piłkarką Roku w reprezentacji Hiszpanii.
Putellas rozegrała również w latach 2014–2016 3 mecze w reprezentacji Katalonii, w których zdobyła 1 gola, 22 grudnia 2016 roku, na 2:0, w wygranym 5:0 meczu towarzyskim z reprezentacją Galicji.

## Styl gry
Alexia Putellas jako nastolatka została doceniona za swoją grę w Espanyolu i reprezentacji Hiszpanii U-17 i przedstawiona jako jeden z najlepszych talentów jej pokolenia. Komentatorzy podkreślali jej umiejętności rozgrywania na pozycji skrzydłowej, które zaprezentowała podczas mistrzostw świata U-17 2010 w Trynidadzie i Tobago, na których La Roja zajęła 3. miejsce. Putellas, grająca głównie lewą nogą, przez większą część swojej kariery grała głównie jako napastniczka lewego skrzydła. W ostatnich latach z powodu zrównoważonych składów jej drużyn, przeszła na głębszą rolę rozgrywającej, zajmując pozycję lewej środkowej pomocniczki zarówno w FC Barcelonie, jak i w reprezentacji Hiszpanii. Chociaż zazwyczaj gra na środku pomocy, często gra w ataku Dumy Katalonii, ze zdolnością gry jako ofensywnej pomocniczki i drugiej napastniczki. W razie potrzeby gra również na pozycji defensywnej pomocniczki lub lewej obrończyni w celu otwarcia Dumie Katalonii przestrzeni i utrzymania posiadania piłki. Putellas regularnie kończy każdy sezon jako jedna z najlepszych zawodniczek Dumy Katalonii, zarówno pod względem zdobytych goli, jak i zaliczonych asyst. W sezonie 2018/2019 była najlepszym strzelcem Dumy Katalonii we wszystkich rozgrywkach, natomiast w sezonie 2020/2021 najlepiej punktowaną pomocniczką w Europie.
Jest przedstawiana jako idealna pomocniczka Dumy Katalonii, z wizją, umiejętnością podania i dokładnością podania, która przypomina jej męskich odpowiedników z najlepszych lat Dumy Katalonii. Portale, takie jak m.in. Goal, opisują ją jako „doskonałą technicznie”, kreatywną i zdecydowaną. Oprócz zdolności technicznych jest chwalona za zdolności przywódcze. W wieku 23 lat została jednym z kapitanów Dumy Katalonii. Według legendy Dumy Katalonii, Andrésa Iniesty Putellas jest „wzorem do naśladowania” oraz zawiera wartości godne reprezentowania Dumy Katalonii.

## Statystyki

### Klubowe
(aktualne na dzień 31 grudnia 2021)
| Klub               | Sezon              | Liga               | Liga  | Liga | Puchar krajowy | Puchar krajowy | Superpuchar krajowy | Superpuchar krajowy | UEFA  | UEFA | Regionalne | Regionalne | Łącznie | Łącznie |
| Klub               | Sezon              | Liga               | Mecze | Gole | Mecze          | Gole           | Mecze               | Gole                | Mecze | Gole | Mecze      | Gole       | Mecze   | Gole    |
| ------------------ | ------------------ | ------------------ | ----- | ---- | -------------- | -------------- | ------------------- | ------------------- | ----- | ---- | ---------- | ---------- | ------- | ------- |
| Espanyol           | 2009/2010          | Superliga Femenina | 1     | 0    | 0              | 0              | –                   | –                   | –     | –    | ?          | ?          | 1       | 0       |
| Espanyol           | 2010/2011          | Superliga Femenina | 24    | 3    | 4              | 1              | –                   | –                   | –     | –    | ?          | ?          | 28      | 4       |
| Łącznie            | Łącznie            | Łącznie            | 25    | 3    | 4              | 1              | –                   | –                   | –     | –    | ?          | ?          | 29      | 4       |
| UD Levante         | 2011/2012          | Primera División   | 34    | 15   | –              | –              | –                   | –                   | –     | –    | –          | –          | 34      | 15      |
| Łącznie            | Łącznie            | Łącznie            | 34    | 15   | –              | –              | –                   | –                   | –     | –    | –          | –          | 34      | 15      |
| FC Barcelona       | 2012/2013          | Primera División   | 30    | 12   | 5              | 1              | –                   | –                   | 2     | 0    | 2          | 0          | 39      | 13      |
| FC Barcelona       | 2013/2014          | Primera División   | 30    | 8    | 5              | 2              | –                   | –                   | 6     | 0    | 2          | 1          | 43      | 11      |
| FC Barcelona       | 2014/2015          | Primera División   | 26    | 6    | 2              | 0              | –                   | –                   | 4     | 1    | 2          | 1          | 34      | 8       |
| FC Barcelona       | 2015/2016          | Primera División   | 29    | 18   | 3              | 2              | –                   | –                   | 5     | 0    | 2          | 0          | 39      | 20      |
| FC Barcelona       | 2016/2017          | Primera División   | 28    | 10   | 3              | 0              | –                   | –                   | 8     | 0    | 2          | 4          | 45      | 14      |
| FC Barcelona       | 2017/2018          | Primera División   | 29    | 9    | 4              | 2              | –                   | –                   | 4     | 1    | 2          | 0          | 39      | 12      |
| FC Barcelona       | 2018/2019          | Primera División   | 28    | 16   | 2              | 1              | –                   | –                   | 8     | 1    | 0          | 0          | 38      | 18      |
| FC Barcelona       | 2019/2020          | Primera División   | 20    | 10   | 3              | 1              | 2                   | 2                   | 6     | 3    | 2          | 2          | 33      | 18      |
| FC Barcelona       | 2020/2021          | Primera División   | 31    | 18   | 3              | 5              | 1                   | 1                   | 7     | 2    | –          | –          | 42      | 26      |
| FC Barcelona       | 2021/2022          | Primera División   | 14    | 12   | 0              | 0              | 0                   | 0                   | 5     | 5    | –          | –          | 19      | 17      |
| Łącznie            | Łącznie            | Łącznie            | 265   | 119  | 30             | 14             | 3                   | 3                   | 55    | 13   | 14         | 8          | 367     | 157     |
| Łącznie w karierze | Łącznie w karierze | Łącznie w karierze | 324   | 137  | 30             | 15             | 3                   | 3                   | 55    | 13   | 14         | 8          | 430     | 176     |

### Reprezentacyjne
(aktualne na dzień 30 listopada 2021)
| Reprezentacja | Rok     | Mecze | Gole |
| ------------- | ------- | ----- | ---- |
| Hiszpania     | 2013    | 8     | 1    |
| Hiszpania     | 2014    | 7     | 0    |
| Hiszpania     | 2015    | 12    | 2    |
| Hiszpania     | 2016    | 9     | 3    |
| Hiszpania     | 2017    | 14    | 3    |
| Hiszpania     | 2018    | 9     | 4    |
| Hiszpania     | 2019    | 16    | 1    |
| Hiszpania     | 2020    | 6     | 4    |
| Hiszpania     | 2021    | 12    | 5    |
| Łącznie       | Łącznie | 93    | 23   |
| Katalonia     | 2014    | 1     | 0    |
| Katalonia     | 2015    | 1     | 0    |
| Katalonia     | 2016    | 1     | 1    |
| Łącznie       | Łącznie | 3     | 1    |

### Gole w reprezentacji
| Hiszpania | Hiszpania  | Hiszpania                                    | Hiszpania   | Hiszpania | Hiszpania | Hiszpania            |
| Lp.       | Data       | Stadion                                      | Przeciwnik  | Gole      | Wynik     | Turniej              |
| --------- | ---------- | -------------------------------------------- | ----------- | --------- | --------- | -------------------- |
| 1.        | 12.07.2013 | Linköping Arena, Linköping                   | Anglia      | 3:2       | 3:2       | Euro 2013            |
| 2.        | 10.02.2015 | Pinatar Arena, San Pedro del Pinatar         | Austria     | 1:0       | 2:2       | Mecz towarzyski      |
| 3.        | 27.10.2015 | Sonera Stadium, Helsinki                     | Finlandia   | 1:0       | 2:1       | El. Euro 2017        |
| 4.        | 24.01.2016 | Stadion Pod Malim Brdom, Petrovac            | Czarnogóra  | 3:0       | 7:0       | El. Euro 2017        |
| 5.        | 08.04.2016 | Complexo Desportivo da Covilhã, Covilhã      | Portugalia  | 2:0       | 4:1       | El. Euro 2017        |
| 6.        | 15.09.2016 | La Ciudad del Fútbol, Las Rozas de Madrid    | Czarnogóra  | 12:0      | 13:0      | El. Euro 2017        |
| 7.        | 30.06.2017 | Pinatar Arena, San Pedro del Pinatar         | Belgia      | 1:0       | 7:0       | Mecz towarzyski      |
| 8.        | 30.06.2017 | Pinatar Arena, San Pedro del Pinatar         | Belgia      | 3:0       | 7:0       | Mecz towarzyski      |
| 9.        | 28.11.2017 | Estadi de Son Moix, Palma                    | Austria     | 1:0       | 4:0       | El. Mundialu 2019    |
| 10.       | 20.01.2018 | Pinatar Arena, San Pedro del Pinatar         | Holandia    | 1:0       | 2:0       | Mecz towarzyski      |
| 11.       | 05.03.2018 | AEK Arena, Larnaka                           | Czechy      | 2:0       | 2:0       | Cyprus Cup 2018      |
| 12.       | 07.06.2018 | Estadio de La Condomina, Murcja              | Izrael      | 2:0       | 2:0       | El. Mundialu 2019    |
| 13.       | 08.11.2018 | Estadio Municipal de Butarque, Leganés       | Polska      | 2:1       | 3:1       | Mecz towarzyski      |
| 14.       | 05.04.2019 | Estadio Vicente Sanz, Don Benito             | Brazylia    | 1:1       | 2:1       | Mecz towarzyski      |
| 15.       | 05.03.2020 | Exploria Stadium, Orlando                    | Japonia     | 1:0       | 3:1       | SheBelieves Cup 2020 |
| 16.       | 11.03.2020 | Toyota Stadium, Frisco                       | Anglia      | 1:0       | 1:0       | SheBelieves Cup 2020 |
| 17.       | 23.10.2020 | Estadio La Cartuja, Sewilla                  | Czechy      | 4:0       | 4:0       | El. Euro 2022        |
| 18.       | 27.11.2020 | La Ciudad del Fútbol, Las Rozas de Madrid    | Mołdawia    | 7:0       | 10:0      | El. Euro 2022        |
| 19.       | 10.06.2021 | Estadio Municipal de Santo Domingo, Alcorcón | Belgia      | 2:0       | 3:0       | Mecz towarzyski      |
| 20.       | 16.09.2021 | Tórsvøllur, Thorshavn                        | Wyspy Owcze | 4:0       | 10:0      | El. Mundialu 2023    |
| 21.       | 26.10.2021 | Stadion Kołos, Kowaliwka                     | Ukraina     | 1:0       | 6:0       | El. Mundialu 2023    |
| 22.       | 25.11.2021 | Estadio La Cartuja, Sewilla                  | Wyspy Owcze | 11:0      | 12:0      | El. Mundialu 2023    |
| 23.       | 30.11.2021 | Estadio La Cartuja, Sewilla                  | Szkocja     | 6:0       | 8:0       | El. Mundialu 2023    |
| Katalonia |            |                                              |             |           |           |                      |
| 1.        | 22.12.2016 | Estadio da Lomba, Vilagarcía de Arousa       | Galicja     | 2:0       | 5:0       | Mecz towarzyski      |

## Sukcesy
Espanyol
- Wicemistrzostwo Hiszpanii: 2011
- Copa de la Reina: 2010
- Finał Copa de la Reina: 2011

FC Barcelona
- Mistrzostwo Hiszpanii: 2013, 2014, 2015, 2020, 2021, 2022/2023, 2023/2024,2024/25
- Wicemistrzostwo Hiszpanii: 2016, 2017, 2018, 2019
- Copa de la Reina: 2013, 2014, 2017, 2018, 2020, 2021, 2022/2023, 2023/2024,2024/25
- Finał Copa de la Reina: 2016
- Superpuchar Hiszpanii: 2020, 2022/2023, 2023/2024
- Liga Mistrzyń: 2021, 2023, 2023/2024
- Finał Ligi Mistrzyń: 2019,2025
- Copa Catalunya: 2012, 2014, 2015, 2016, 2017, 2018, 2019

Reprezentacja Hiszpanii
- Wicemistrzostwo Europy: 2012,2025
- 3. miejsce na mistrzostwach świata U-17: 2010
- Mistrzostwo Europy U-17: 2010, 2011
- Algarve Cup: 2017
- Cyprus Cup: 2018
- 2023 Mistrzostwo Świata
- 2024 UEFA Liga Narodów

Reprezentacja Katalonii
- Mistrzostwo Hiszpanii U-14, U-15, U-17

Indywidualne
- Złota Piłka: 2021 2022
- Pomocniczka Roku: 2021
- Globe Soccer Awards: 2021
- Piłkarka Roku według IFFHS: 2021
- Rozgrywająca Roku według IFFHS: 2021
- Piłkarka Roku GOAL50: 2021
- Piłkarka Roku UEFA: 2021
- MVP sezonu Primera División: 2020
- Król strzelców Copa de la Reina: 2021
- MVP finału Copa de la Reina: 2013, 2014, 2021
- Drużyna sezonu Primera División: 2016, 2019
- Pomocniczka sezonu Ligi Mistrzyń: 2021
- Drużyna sezonu Ligi Mistrzyń: 2019, 2021
- Piłkarka Roku w reprezentacji Hiszpanii: 2021
- Piłkarka Roku w Katalonii: 2015, 2017, 2021
- Król strzelców SheBelieves Cup: 2020
- MVP SheBelieves Cup: 2020
- Drużyna Fútbol Draft: 2010, 2012, 2013, 2014, 2015

## Życie prywatne
W młodości idolami Alexii Putellas byli zawodnicy FC Barcelony: Andrés Iniesta, Rivaldo i Ronaldinho oraz zawodniczka Olympique Lyon, Louisa Nécib.
W 2012 roku, dwa tygodnie przed rozpoczęciem mistrzostw Europy U-19 2012 w tureckiej Antalyi zmarł ojciec Putellas, Jaume. Czasami, celebrując zdobycie gola, Putellas podnosi palce w stronę nieba w celu zadedykowania gola ojcu.
Putellas studiowała administrację i zarządzanie na Uniwersytecie Pompeu Fabry w Barcelonie, jednak potem przerwała naukę z powodu kariery piłkarskiej.
14 października 2019 roku Putellas wypowiedziała się przeciwko wyrokom więzienia wobec przywódców Katalońskiego Ruchu Niepodległościowego w wyniku referendum przeprowadzonego 1 października 2017 roku, mówiąc, że to “nie jest rozwiązanie”.

## Sponsorzy
Sponsorem Alexii Putellas jest firma Nike. W 2019 roku podczas imprezy promocyjnej nowych butów firmy Nike, PhantomVNM Boots, zdobyła najdłuższego gola z dystansu (100 metrów). Po awansie do finału Ligi Mistrzyń 2018/2019 była twarzą promocyjną firmy Nike dla Dumy Katalonii. Hasło na billboardzie wyświetlanym na ulicach Barcelony brzmiało: „Nie graj o finały, graj o historię”.
Putellas jest również sponsorowana przez Visę.